# Tabula Rasa (romanzo)
Tabula Rasa è un romanzo giallo storico di Danila Comastri Montanari che, come altri lavori precedenti di quest'autrice, ha come protagonista il senatore Publio Aurelio Stazio, per la precisione come sua sedicesima avventura.
Sullo sfondo Alessandria d'Egitto, la metropoli dell'antichità più importante dopo Roma, il senatore Stazio deve svolgere un'importante e segreta missione affidatagli dall'imperatore Claudio per assicurare un lungo periodo di pace all'impero, negoziando con i Parti, abili guerrieri e da sempre nemici dei Romani, e smascherando la spia che li informa sui transiti delle navi di grano per Roma e boicotta ogni progetto che porti alla vittoria della guerra, che ormai si protrae da lungo tempo. Ma anche in questi frangenti, da impenitente donnaiolo qual è, non manca di conquistare la bella Candida, moglie del viceprefetto d'Egitto.

## Trama
Giunto ad Alessandria d'Egitto sulla sua lussuosa nave Syracusia, Publio Aurelio, nonostante disponga già di una residenza in questa città, fa restaurare un vecchio edificio in riva al Nilo, essenziale per la sua copertura di eccentrico nobile romano convertitosi al culto del dio Sobek. Per rendere completa la finzione, fa anche costruire un sacello dedicato al dio e nel recinto fa mettere un enorme coccodrillo.
L'accompagnano alcuni membri della servitù: Castore, il segretario alessandrino, che si gode le ferie, non senza sfruttare al massimo i soldi del padrone e rubando, come al solito, il suo sigillo, oltre che l'abile massaggiatrice Nefer, e i lettighieri nubiani. Oltre ad essi, il senatore è aiutato nel suo compito da un nuovo segretario, l'ebreo Efraim Ben Baruk, che si rivelerà prezioso nel fornirgli puntuali informazioni.
Durante i lavori di sistemazione del vialetto in giardino, gli operai rinvengono il cadavere di una giovane donna, sul cui corpo la presenza di una fibula fa ritenere la vittima un'adepta del culto della dea Bast, la dea gatta. Il senatore, da buon investigatore, assume Ftia, dipendente dell'obitorio, per eseguire l'autopsia del cadavere. Ma questo è solo l'inizio: nella stessa zona si ritrovano anche i resti di un altro cadavere, un'altra donna, sepolta però ormai da anni.
Nel frattempo, Publio Aurelio deve adempiere anche alla sua importante missione: si reca perciò in visita al Palazzo reale, presso il viceprefetto Caio Greganio Merenda, che ormai da tempo sostituisce il prefetto Caio Giulio Postumio, gravemente ammalato. Qui conosce Candida, moglie di Greganio, bella ed eccentrica, che gli confida che il marito sta tentando di ucciderla e che è anch'ella devota alla dea Bast. Ed è proprio durante una processione sacra alla dea, a cui partecipa anche Publio Aurelio, che Candida è assassinata.
Mentre da una parte i morti aumentano e si fa sempre più complicato giungere alla soluzione dell'enigma, il progettista militare Nicomaco mostra il funzionamento della sua ultima macchina da assedio all'accampamento militare romano. Ad un tratto però la torre inizia a muoversi e solo per l'intervento di Vopisco Vecellino, il tribuno a capo degli Speculatores, e dello stesso Publio Aurelio non si schianta sui militari che presenziano alla dimostrazione: un colpo solo parzialmente andato a segno della spia.
Nel palazzo reale è intanto ospitata una delegazione di Parti, con a capo il principe Orote, ma il vero emissario del Gran Re è Arsace, ex schiavo partico e antica conoscenza di Publio Aurelio, con cui quest'ultimo alla fine giungerà ad un accordo che soddisferà entrambe le parti e non ne offenderà la dignitas e l'onore: al posto di una sanguinosa e lunga guerra si sarebbe svolta una sola battaglia, a cui avrebbero partecipato i guerrieri più irriducibili, e sarebbe spettato un bottino di ugual valore ad ambo le parti, che avrebbero entrambe celebrato la vittoria; a tutto ciò sarebbe seguito un decennio di pace stabile, che avrebbe permesso la ricostruzione dei villaggi distrutti e il ristabilimento delle relazioni commerciali.
La spia dei Parti, Nicomaco, boicottatore della sua stessa costruzione, tenta di cancellare le tracce che portano a lui, assassinando tutti coloro che l'avevano aiutato, volenti o nolenti, nella sua opera. Dopo aver sfruttato le conoscenze di Antef, schiavo di Greganio, ed averlo ucciso e ricattato la bella Crisotemi, la cortigiana più celebre e costosa della città, muore divorato dal coccodrillo del senatore dopo essersi recato alla villa sul Nilo per assassinare Melania (ovvero Crisotemi), che aveva cercato protezione presso Publio Aurelio.

## Personaggi
- Publio Aurelio Stazio: senatore romano
- Castore: il suo segretario
- Caio Giulio Postumio: prefetto dell'Egitto
- Caio Greganio Merenda: viceprefetto dell'Egitto
- Candida: sua moglie
- Vopisco Vecellino: tribuno militare
- Prisco Falcidio: comandante delle truppe del delta
- Marco Postumio: nipote primogenito del prefetto
- Manio Postumio: nipote secondogenito del prefetto
- Lanato e Dentato: informatori
- Efraim Ben Baruk: giovane scienziato
- Orote: principe partico
- Arsace: ex-schiavo partico
- Nicomaco: progettista militare
- Filostrato: custode del tempio di Bast
- Pandione: mercante alessandrino
- Ftia: lavatrice di cadaveri
- Melania: giovane greca
- Antef: schiavo di Caio Greganio Merenda
- Semenek: un padre severo
- Buba: porné del porto di Faro
- Nefer: schiava massaggiatrice di Publio Aurelio Stazio
- Memnone: schiavo lettighiere di Publio Aurelio Stazio

## Edizioni
- Danila Comastri Montanari, Tabula Rasa, collezione Omnibus, Mondadori, 31 ottobre 2011,  pp. 315, ISBN 978-88-04-60885-1.
- Danila Comastri Montanari, Tabula Rasa, Oscar Bestsellers, Mondadori, 6 novembre 2012,  p. 305, ISBN 978-88-04-62276-5.